# Tshibumba Kanda Matulu
Tshibumba Kanda Matulu (* 1947 in Lubumbashi, Demokratische Republik Kongo; verschollen 1981 in Zaire) war ein kongolesischer Maler.

## Leben und Werk
Tshibumba Kanda Matulu arbeitete viele Jahre als Maler in Lumbumbashi und verkaufte kleine figurative Malereien an lokale Kunden. Der in Lubumbashi lebende Anthropologe Johannes Fabian (* 1937) unterstützte Kanda Matulu, so dass er es schaffte, sein Wissen über die Geschichte seines Landes und sein erzählerisches Talent für die Serie „101 Works“ (Acryl auf Leinwand) zu nutzen.
Tshibumba Kanda Matulu zeigt die turbulente Geschichte der Demokratischen Republik Kongo chronologisch und detailliert in einem relativ einfachen, fast cartoonartigen Stil, oft mit hinzugefügten, erklärenden Textzeilen. 2000 widmete das Tropenmuseum in Amsterdam  Kanda Matulu eine Ausstellung, 2017 wurde die Serie „101 Works“ auf der documenta 14 gezeigt.